# Synagrops
Synagrops és un gènere de peixos pertanyent a la família dels acropomàtids.

## Distribució geogràfica
Es troben a la plataforma continental de gairebé tots els oceans i mars temperats i tropicals.

## Taxonomia
- Synagrops adeni (Kotthaus, 1970)[3]
- Synagrops analis (Katayama, 1957)[4]
- Synagrops argyreus (Gilbert & Cramer, 1897)[5]
- Synagrops bellus (Goode & Bean, 1896)[6]
- Synagrops japonicus (Döderlein, 1883)[7]
- Synagrops malayanus (Weber, 1913)[8]
- Synagrops microlepis (Norman, 1935)[9]
- Synagrops philippinensis (Günther, 1880)[10]
- Synagrops pseudomicrolepis (Schultz, 1940)[11]
- Synagrops serratospinosus (Smith & Radcliffe, 1912)[12]
- Synagrops spinosus (Schultz, 1940)[11][13]
- Synagrops trispinosus (Mochizuki & Sano, 1984)[14][15][16][17][18][19][20][21]